# Tenuiphantes zibus
Tenuiphantes zibus là một loài nhện trong họ Linyphiidae.
Loài này thuộc chi Tenuiphantes. Tenuiphantes zibus được miêu tả năm 1937 bởi Zorsch.